# Cossé-Brissac

Wappen des Hauses Cossé-Brissac

Das Haus Cossé-Brissac ist eine Familie des französischen Adels, die bis heute existiert. Zu ihr gehören – neben den 13 Herzögen von Brissac – vier Marschälle von Frankreich, Generäle, Pairs de France, sechs Chevalier de l’Ordre du Saint-Esprit, zwei Gouverneure von Paris, Großbrotmeister von Frankreich, Großfalkner von Frankreich, drei Bischöfe, sowie ein Politiker der Fünften Republik.

## Geschichte
Nach Gustave Chaix d’Est-Ange trägt das Haus Cossé-Brissac seinen Namen nach dem Ort Cossé-en-Champagne bei Laval, der in den letzten Jahren des 14. Jahrhunderts in seinem Besitz war, er schreibt auch, dass im 11. und 12. Jahrhundert die Burg Cossé einen Besitzer hatte, der sich danach benannte (Fiacre de Cossé im Jahr 1180 unter König Philipp II.), es ist aber nicht bewiesen, dass es sich hier um Vorfahren des Hauses Cossé-Brissac handelt. Régis Valette gibt 1492 als das Jahr ihrer Nobilitierung an.

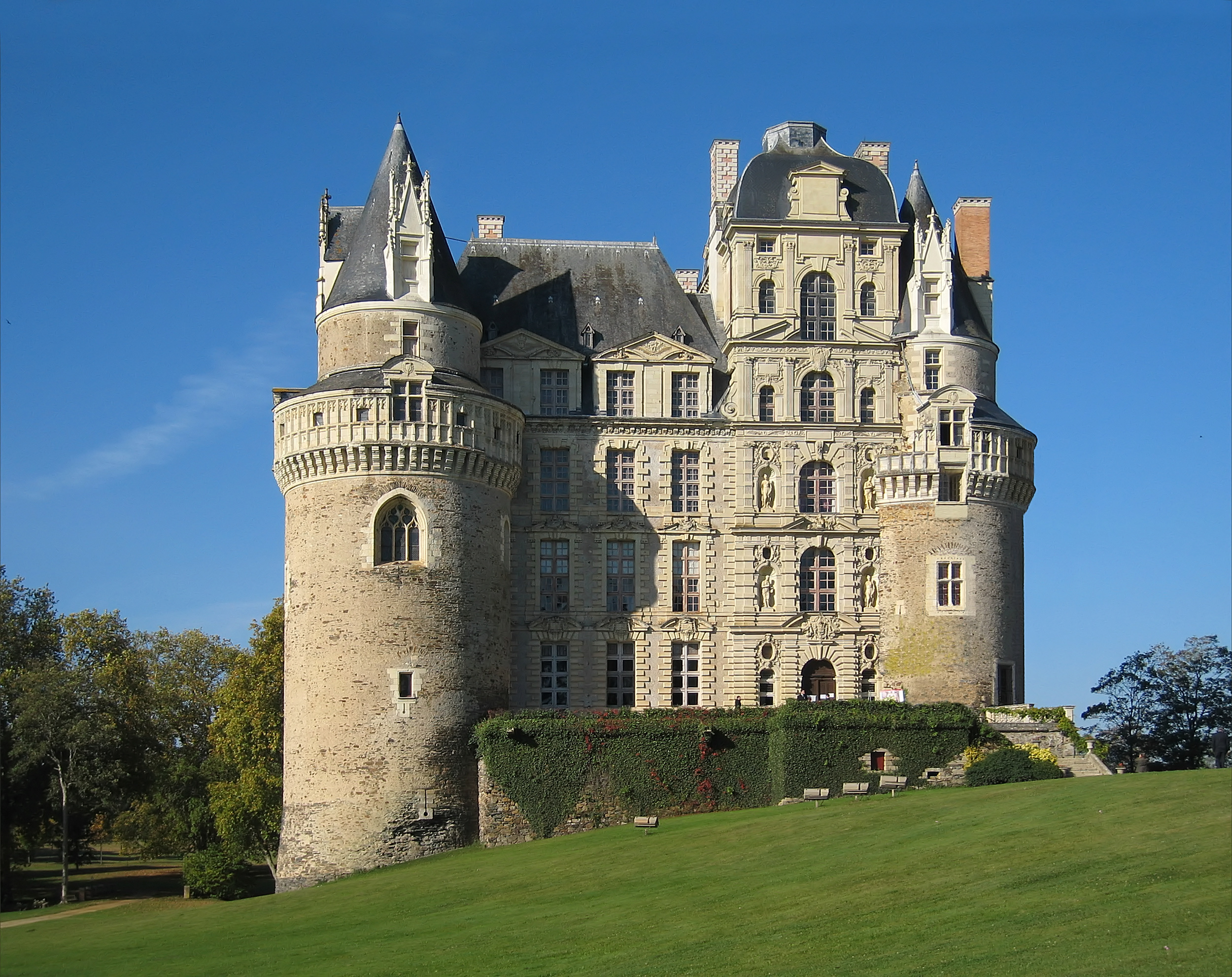
Schloss Brissac

Die Cossé-Brissac stammen aus Mayenne. Sie besaßen Herrschaften wie Cossé-en-Champagne, Mée (oder Ménil), sowie die Burg, die sie verkauften, damit eine ihrer Töchter im vergangenen Jahrhundert ein Kloster gründen konnte. Im 15. Jahrhundert siedelten sie ins Anjou über, dienten Jeanne de Laval und erwarben die Herrschaft Brissac mit der Burg. Durch Heirat erwarben sie mehrere Herrschaften in der Bretagne wie Assigné, Coetmen (Baronie) und Malestroit oder Pontcallec.
1611 erhielt die Familie den Titel eines Herzog von Brissac, Pair de France. Einige Familienangehörige trugen den Titel eines Herzogs von Cossé, sowie den spanischen Titel eines Fürsten von Robech, der 1817 durch Heirat erworben wurde und 1925 ebenfalls durch Heirat (im Jahr 1906) an die Familie Lévis-Mirepoix überging.

## Wichtige Familienmitglieder

### Militärs
- Charles I. de Cossé (1505–1563), comte de Brissac, 1550 Marschall von Frankreich
- Artus de Cossé (1512–1582), seigneur de Gonnord, comte de Secondigny, 1567 Marschall von Frankreich
- Artus de Cossé († 1587), 1562 Bischof von Coutances, 1570 Abt von Mont Saint-Michel
- Timoléon de Cossé, comte de Brissac (1543–1569)
- Charles II. de Cossé (1550–1621),1. duc de Brissac und Pair de France, Gouverneur von Paris, Marschall von Frankreich
- Jean Paul Timoléon de Cossé (1698–1780), 7. duc de Brissac, 1768 Marschall von Frankreich
- Louis Hercule Timoléon de Cossé-Brissac (1734–1792), 8. duc de Brissac, Gouverneur von Paris
- Charles-Marie-Édouard de Cossé-Brissac (1903–1990), General, Direktor des Service Historique de l'Armée.

### Schriftsteller
- Marie-Pierre de Cossé-Brissac (* 1925)
- Elvire de Brissac (* 1939)

### Sonstige
- Philippe de Cossé-Brissac († 1548), Bischof von Coutances, Großalmosenier von Frankreich
- Charles bâtard de Cossé († 1675), Kommendatarabt von Bégard, comte de Montigny
- Louis Joseph Timoléon de Cossé de Brissac (1733–1759), duc de Cossé
- Artus Hugues Gabriel Timoléon de Cossé-Brissac (1790–1857), comte de Cossé, Chevalier de l’Ordre du Saint-Esprit, 1. Panetier de France
- Pierre de Cossé-Brissac (1900–1993)
- François de Cossé-Brissac (1929–2021), Großmeister des Lazarus-Ordens
- Charles-Henri de Cossé-Brissac (1936–2003), Präsident des Conseil général de la Loire-Atlantique und Senator ;
- Der Abbé de Cossé-Brissac, Priester an der Kirche Saint-Michel in Dijon, wurde während der Algerienkriegs bekannt, weil er Foltermethoden der französischen Armee aufdeckte.[3]

## Stammliste (Auszug)

### Von Thibaut I. bis Charles II.
1. Thibaut I. de Cossé († 1426) 1422 Lieutenant in der Burg Angers
  1. Thibaut II. de Cossé, 1429 bezeugt, seigneur de Cossé
    1. Thibaut III. de Cossé (* wohl 1420, † 1503), seigneur de Cossé etc. ; ⚭ Félice de Charno
      1. Louis de Cossé, 1494 bezeugt, seigneur de Cossé, Seneschall der Provence von René I. d’Anjou
      2. René de Cossé (1460–1540), seigneur de Cossé, 1502 seigneur de Brissac, 1495 Premier Panetier du Roi, 1516 Großfalkner von Frankreich ; ⚭ Charlotte Gouffier
        1. Charles I. de Cossé (1505–1563), 1561 comte de Brissac, 1547 Großfalkner von Frankreich, 1550 Marschall von Frankreich, 1562–1563 Kommandant von Paris ; ⚭ 1542 Charlotte d’Esquetot
          1. Diane de Cossé ; ⚭ Karl Graf von Mansfeld (1543–1595)
          2. Jeanne de Cossé († 1602); ⚭ 1578 François d’Espinay (1554–1597) Großmeister der Artillerie von Frankreich
          3. Timoléon de Cossé (1545–1569), comte de Brissac, 1562 Großfalkner von Frankreich
          4. Charles II. de Cossé (1550–1621), 1569 Großfalkner von Frankreich, 1582 Panetier de France, 1594 Gouverneur von Paris, 1594 Marschall von Frankreich, 1596 Gouverneur der Bretagne, 1611 1. duc de Brissac; ⚭ (1) 1579 Judith d’Acigné († 1598), dame de Coetmen; ⚭ (2) 1602 Louise d’Oignies, Tochter von Louis, comte de Chaulnes – Nachkommen siehe unten
          5. (unehelich, Mutter unbekannt) Artus de Cossé († 1587), 1562 Bischof von Coutances, 1570 Abt von Mont Saint-Michel

        2. Philippe de Cossé (1509–1548), 1547 Großalmosenier von Frankreich, 1542 Bischof von Coutances
        3. Artus de Cossé (1512–1582), 1552 Panetier de France, 1556 comte de Secondigny, 1563 Surintendant des Finances, 1567 Marschall von Frankreich ; ⚭ (1) Françoise du Bouchet du Gonnord ; ⚭(2) Nicole Le Roye († nach 1582)
          1. (1) Renée de Cossé († 1622), 2. comtesse de Sécondigny ; ⚭ 1572 Charles de Montmorency (1537–1612), 1562 stellv. Gouverneur von Paris und der Île-de-France, 1596 Admiral von Frankreich, 1610 duc de Damville, Pair de France (Haus Montmorency)
          2. (1) Jeanne de Cosse († nach 1618) ; ⚭ (1) 1572 Gilbert de Gouffier († 1582), Duc de Roannais; ⚭(2) 1592 Antoine de Silly, comte de Rochepot, 1588/1609 Gouverneur von Anjou, 1599 französischer Botschafter in Spanien
          3. (1) Madeleine de Cossé († nach 1623), 3. comtesse de Secondigny ; ⚭ 1578 Jacques de l’Hôpital († nach 1623), marquis de Choisy, Gouverneur und Seneschall der Auvergne

### Von Charles II. bis zum Ende des Ancien Régime
1. Charles II. de Cossé (1550–1621), 1569 Großfalkner von Frankreich, 1582 Panetier de France, 1594 Gouverneur von Paris, 1594 Marschall von Frankreich, 1596 Gouverneur der Bretagne, 1611 1. duc de Brissac; ⚭ (1) 1579 Judith d’Acigné († 1598), dame de Coetmen; ⚭ (2) 1602 Louise d’Oignies, Tochter von Louis, comte de Chaulnes – Vorfahren siehe oben
  1. François de Cossé (1585–1651), 1621 2. duc de Brissac, Pair de France, 1621 Panetier du Roi, 1635 Marschall von Frankreich ;⚭ 1618 (Ehe annulliert) Anne de Schomberg († 1674), Tochter von Henri de Schomberg, comte de Nanteuil-le-Haudouin, Marschall von Frankreich, und Françoise d’Espinay; ⚭ (2) 1621 Guyonne de Ruellan (1609–1672)
    1. (2) Marie de Cossé de Brissac (1621–1710) ; ⚭ 1637 Charles de La Porte (1602–1664), 1. Duc de La Meilleraye, Pair de France, Marschall von Frankreich, Großmeister der Artillerie von Frankreich (Haus La Porte)
    2. Anne-Ursule de Cossé de Brissac († 20. Oktober 1687), épouse 1) François Sabatier, veuf de Diane de Chasteigner de La Roche-Posay ; 2) Charles de La Porte, marquis de Vézins ; 3) Henri-Marc Antoine Le Petit de Verno, seigneur de Chaussenaye-en-Poitou
    3. Louis de Cossé (1625–1661), 1651 3. duc de Brissac, 1651 Panetier du Roi, duc de Beaupréau ; ⚭ 1645 Marguerite Françoise de Gondi († 1670), 3. Duchesse de Beaupréau, Tochter von Henri de Gondi, 2. Duc de Retz et de Beaupréau, Pair de France, und Jeanne de Scepeaux, Duchesse de Beaupréau
      1. Henri-Albert de Cossé (1645–1698), 1661 4. duc de Brissac, Pair de France ; ⚭ (1) 1663 Gabrielle Louise de Rouvroy de Saint-Simon († 1684), geschieden, Tochter von Claude de Rouvroy, duc de Saint-Simon, Pair de France, und Anne Henriette de Budos de Portes
      2. Marie Marguerite de Cossé de Brissac (1648–1708), 1673 Duchesse de Beaupréau ; ⚭ 1662 François de Neufville (1644–1730), 1. duc de Villeroy, Pair de France, Marschall von Frankreich

    4. Timoléon de Cossé de Brissac (1626–1675), comte de Cossé, 1661 Panetier du Roi, 1668 comte de Châteaugiron ; ⚭ Elisabeth Le Charron
      1. Artus Timoléon Louis de Cossé (1668–1709), 1675 Panetier du Roi, 1700 5. duc de Brissac, Pair de France ; ⚭ 1692 Marie Louise de Bechameil de Nointel († 1740), Tochter von Louis Béchameil, Marquis de Nointel, und Marie Colbert
        1. Charles Timoléon Louis de Cossé (1693–1732), 1709 6. duc de Brissac, Pair de France, 1709 Panetier du Roi ; ⚭ 1720 Catherine Madeleine Pecoil († 1770)
          1. Catherine (1724–1794, guillotiniert); ⚭ 1737 Louis de Noailles (1713–1793), 1737 duc d’Ayen, 1766 4. duc de Noailles, Pair de France, Marschall von Frankreich

        2. Emmanuel Paul Timoléon (1698–1737), 1736 Bischof von Condom
        3. Jean Paul Timoléon de Cossé (1698–1780), 1732 7. duc de Brissac, Pair de France, 1732 Panetier du Roi, 1768 Marschall von Frankreich, 1771 Gouverneur von Paris ; ⚭ 1732 Marie-Josèphe de Durey de Sauroy (1716–1756)
          1. Louis Joseph Timoléon de Cossé de Brissac (1733–1759), 1756 duc de Cossé ; ⚭ 1756 Marie Gabrielle Félicité Molé (1740–1791)
          2. Louis Hercule Timoléon de Cossé (1734–1792), 1760 duc de Cossé[4], 1780 8. duc de Brissac, Pair de France, 1780 Panetier du Roi ; ⚭ 1760 Adélaide Diane Hortense Délie Mancini de Nevers († 1808), Tochter von Louis Jules Barbon Mazarini-Mancini, duc de Nivernais, und Hélene Angélique Françoise de Phélypeaux de Pontchartrain (Haus Mazarin-Mancini)
            1. Adélaïde Pauline Rosalie de Cossé de Brissac (1765–1820) ; ⚭ 1782 Victurnien Jean-Baptiste de Rochechouart († 1812), 1771 8. duc de Mortemart, Pair de France (Haus Rochechouart)

        4. René-Hugues Timoléon de Cossé de Brissac (1702–1775), comte de Cossé-Brissac ; ⚭ 1744 Marie Anne Hocquart de Montfermeil († 1779)
          1. Hyacinthe-Hugues Timoléon de Cossé-Brissac (1746–1813), 1784 duc de Cossé ; ⚭ Marie Louise Antoinette Charlotte Françoise Constance de Wignacourt († 1778) ; ⚭ (2) 1784 Françoise Dorothée d’Orléans (1752–1818), Comtesse de Rothelin, Tochter von Alexandre d’Orléans, 6. Marquis de Rothelin, und Catherine de Roncherolles (Orléans-Rothelin) – Nachkommen siehe unten
          2. François Artus Hyacinthe de Cossé-Brissac (1749–1803), comte de Cossé ; ⚭ 1781 Marie Antoinette Camille de La Forst d’Armaille († 1827)
            1. Alexandrine Camille de Cossé-Brissac (1783–1842)
            2. Adélaide Hyacinthe Délie de Cossé-Brissac (1787–1869), Gründerin des Benediktinerinnenklosters Craon
            3. Artus Hugues Gabriel Timoléon de Cossé-Brissac (1790–1857), comte de Cossé, 1. Panetier de France ; ⚭ 1817 Marie Antoinette Gabrielle de Saint-Aldegonde († 1874)
              1. Stéphanie de Cossé-Brissac (1819–1872) ; ⚭ 1841 Charles Antoine Adrien de Riffardeau († 1870), duc de Rivière
              2. Mathilde de Cossé-Brissac (1821–1898) ; ⚭ 1843 Amédé Joseph de Pérusse († 1899), duc d’Escars

      2. Charles Albert de Cossé (1670–1712), marquis de Thoarce et de Barlay, Generalvikar des Bischofs von Angers
      3. Guyonne († 1738), 1708 Äbtissin von Saint-Pierre

    5. Charles de Cossé-Brissac (1628–1663), Jesuit, Abt von Notre-Dame de Mores
    6. François de Cossé-Brissac (1630–1706), Abt von La Bussière
    7. Anne Ursule de Cossé-Brissac († 1687) ; ⚭ (1) François de Sabattier ; ⚭ (2) Charles de La Porte, marquis de Vezins ; ⚭ (3) Henri Marc Antoine Le Petit-de-Verno
    8. Élisabeth de Cossé-Brissac († 1679) ; ⚭ François de Gontaut († 1700), marquis de Biron (Gontaut-Biron)
    9. Marguerite-Guyonne de Cossé-Brissac († wohl 1707), Äbtissin von Chelles

  2. (unehelich, Mutter unbekannt) Charles bâtard de Cossé, seigneur de Fontaines, comte de Montigny,  Kommendatarabt von Bégard
    1. (unehelich, Mutter: Marguerite de Lonsselou) Renée de Cossé-Brissac († 1706), dame du Plessis-Malineau; ⚭ 1675 Jacques de Girard de Charnacé (1619–1689), seigneur de Charnacé (Nachkommen: die Marquis de Charnacé)

### Die Herzöge von Cossé-Brissac ab dem 19. Jahrhundert
1. Hyacinthe-Hugues Timoléon de Cossé-Brissac (1746–1813), 1784 duc de Cossé ; ⚭ Marie Louise Antoinette Charlotte Françoise Constance de Wignacourt († 1778) ; ⚭ (2) 1784 Françoise Dorothée d’Orléans (1752–1818), Comtesse de Rothelin, Tochter von Alexandre d’Orléans, 6. Marquis de Rothelin, und Catherine de Roncherolles (Orléans-Rothelin) – Vorfahren siehe oben
  1. (1) Augustin genannt Timoléon (1775–1848), 9. duc de Brissac, 1814 und 1815 Pair de France, 1817 Duc-Pair ; ⚭ (1) 1795 Elisabeth Louise de Malide († 1818) ; ⚭ (2) 1828 Rafaele Augustine de Bruc-Signy (1802–1847)
    1. Timoléon (1813–1888), 1848 10. duc de Brissac ; ⚭ 1849 Angélique Gabrielle Marie Marguerite Le Lièvre de La Grange (1822–1873)
      1. Roland (1843–1871), marquis de Brissac ; ⚭ 1866 Jeanne Say († 1916)
        1. François (1868–1944), 11. duc de Brissac ; ⚭ (1) 1894 Mathilde Renée de Crussol d’Uzès (1875–1908) Tochter von Emmanuel de Crussol, duc d’Uzès, und Anne de Rochechouart (Haus Crussol) ; ⚭ (2) 1911 Marguerite de Beaurepaire-Louvagny († 1936)
          1. Roland (1898–1936), marquis de Brissac ; ⚭ 1933 Jeanne Prinzessin und Herzogin von Arenberg (1909–1964), Tochter von Prinz und Herzog Pierre und Emma de Gramont-Lesparre (Haus Arenberg)
          2. Pierre (1900–1993), 12. duc de Brissac ; ⚭ 1926 Marie Schneider (1902–1999), Tochter von Eugène Schneider und Antoinette de Raffélis Saint-Sauveur
            1. Eugénie Marguerite, genannt Marie-Pierre (* 1925) Schriftstellerin, Philosophieprofessorin ; ⚭ (1) 1947, geschieden 1964, Simon Nora (1921–2006) Generaldirektor der EU; ⚭ (2) 1964, geschieden 1976, Maurice Herzog (1919–2012), frz. Staatssekretär; ⚭ (3) 1988 Christian Frédéric Henri Schmidt (* 1938), Universitätsprofessor
            2. François (* 1929), 13. duc de Brissac ; ⚭ 1958 Jacqueline de Contades (* 1940) – Nachkommen
            3. Gilles (1935–2002), comte de Cossé-Brissac
            4. Elvire (° 1939), Schriftstellerin

          3. Diane (1901–1921) ; ⚭ 1919 Antoine, marquis de Chaponay († 1956)

        2. Diane (1869–1950) ; ⚭ 1887 Ernest de Ligne, 10. Fürst von Ligne (1857–1937) (Haus Ligne)

      2. Maurice (1846–1910), comte de Cossé-Brissac; ⚭ 1874 Jeanne Marie Marryer de Boisdyver († 1941) – Nachkommen : die comte des Cossé-Brissac
      3. Pierre (1852–1930), comte de Cossé-Brissac ; ⚭ 1896 Antoinette Félicie Marie Thérèse Seillière († 1937)

    2. (2) Artus (1829–1890) ; ⚭ 1859 Alice Marie de Walsh-Serraut (1829–1895), 1891 duchesse de La Mothe-Houdaincourt, Tochter von Louis de Walsh, marquis de-Serraut, und Elisée Honorée d’Hericy, duchesse de La Mothe-Houdancourt
      1. Marie (1860–1923) ; ⚭ 1889, geschieden 1900, Louis Elisée Clément Mathieu Bruslé († 1903) , Vicomte de Valauzenay
      2. Elisabeth (1861–1940), duchesse de La Mothe-Houdaincourt ; ⚭ (1) 1883 Anne Marie Renaud, comte de Moustier († 1904) ; ⚭ (2) 1907 Valentin Hussay Walsh († 1925)

  2. (1) Augustin Charles Marie Timoléon de Cossé-Brissac (1776–1802) Marquis de Cossé, comte de Cossé-Brissac ; ⚭ 1797 Anne Françoise de Cluzel (1784–1850) – Nachkommen : die comtes de Cossé-Brissac, marquis de Cossé
  3. (2) Désiré Emmanuel Délie Louis Timoléon de Cossé-Brissac (1793–1870) ; ⚭ Anne Charlotte Henriette de Montmorency-Tancarville (1793–1870) princesse de Robech, Grande von Spanien 1. Klasse, Tochter von Anne Christian Louis de Montmorency, 7. prince de Robech, prince de Tancarville, und Marie Henriette de Becdelièvre de Cany (Haus Montmorency) – Nachkommen : die princes de Robech († 1977)